# ارنست بارلاخ

## ارنست بارلاخ (آلمانی:Ernst Barlach؛ ۲ ژانویه ۱۸۷۰ – ۱۹۳۸)مجسمه‌سازوطراحِاکسپرسیونیست، ونمایشنامه‌نویساهلآلمانبود. او که خود از حامیانجنگ جهانی اولبود پس از حضور در جنگ تغییر موضع داد؛ مجسمه‌های ضد جنگش جنجال بسیار برانگیخت و از سوینازی‌هاهنر فاسدقلمداد شد. کار هنری و ادبی او را میتوان در جایی میانرئالیسمواکسپرسیونیسمقرار داد.
تحت تاثیر هنر بدوی قرون وسطی بود و در مجسمه هایش از باسمه های چوبی مایه گرفت و شیوه بیانگرش را با نوعی واقع گرایی اجتماعی درآمیخت 